# Said Gafar Salih
Said Gafar Salih es un deportista catarí que compitió en taekwondo. Ganó una medalla de bronce en el Campeonato Asiático de Taekwondo de 2012, en la categoría de –68 kg.

## Palmarés internacional
| Campeonato Asiático | Campeonato Asiático          | Campeonato Asiático | Campeonato Asiático |
| Año                 | Lugar                        | Medalla             | Categoría           |
| ------------------- | ---------------------------- | ------------------- | ------------------- |
| 2012                | Ciudad Ho Chi Minh (Vietnam) | Medalla de bronce   | –68 kg              |